# 316138 Giorgione
316138 Giorgione este o planetă minoră (asteroid) din centura de asteroizi. A fost descoperită pe 26 septembrie 2009 la Saint-Sulpice de Bernard Christophe⁠(d). 
Obiectul prezintă o orbită caracterizată de o semiaxă mare de 3,1217497901191 UAi, o excentricitate de 0,11, o înclinație de 7,9 ° în raport cu ecliptica.